# Muhàmmad Rahim
Muhàmmad Rahim fou atalik i kan de Bukharà. Era fill de l'atalik Muhàmmad Hakim (1722 -1743) i cap (biy) de la tribu Mangit.
Muhàmmad Rahim Biy va servir com a cap de les tropes del Kanat de Bukharà a l'exèrcit de Nadir Xah (vers 1740-1743), del qual Bukharà era feudataria. A la mort del seu pare (1743) van esclatar disturbis a Bukharà, segurament instigats pel kan Abu l-Faid o els seus partidaris, i Muhàmmad Rahim hi fou enviat junt amb tropes perses, per restablir l'orde. Una vegada al país va exercir l'autoritat com atalik.
A la mort de Nadir Xah (1747), i per por d'un restabliment del kan Abu l-Faid amb plens poders, el va fer matar, i va posar al tron a l'infant Muhàmmad Abd al-Mumin, fill d'Abd al-Faid, amb ell mateix com atalik i tot el poder a les seves mans. Ja des del 1748 el jove sultà fou assassinat, i va instal·lar un sultà nominal de nom Muhàmmad Ubaidullah II al que tanmateix va eliminar el 1753 i es va casar amb la filla d'Abu l-Fayd. Vers el 1751 o 1752 els afganesos durranis es van apoderar de les possessions del kanat al sud de l'Oxus. Es diu que també va perdre Shar-i Sabz, Hissar i Taixkent però no s'assenyala la data ni l'enemic.
Llavors no obstant va governar com atalik o emir, sense proclamar cap kan. El seu oncle Daniyal Biy va rebre el govern de Miankal i fou el seu principal auxiliar. Rahim dominava directament Samarcanda, Bukharà, Miankal, Karshi, Khazar, Kerkhi, Chardjui i altres ciutats. Hauria mantingut llavors bones relacions amb els afganesos.
El 1755 va fer aliança amb el tura (príncep) dels karakalpaks i 3000 famílies karakalpaks es van establir a Samarcanda. El 1756 a petició del clergue i la noblesa hauria adoptat el títol de kan, que si això és cert fou l'únic que el va portar de tots els membres de la dinastia Mangit.
Va morir, es diu que de malenconia, el 1758. Fou enterrat a Bukharà al carrer de la porta de Mezar. No va deixar fills, i només dues filles. Va encunyar moneda i es coneixen alguns exemplars. El va succeir el seu oncle Daniyal Biy Atalik.